# Tomasz Bąk (kickbokser)
Tomasz Bąk (ur. 5 lutego 1982 r.) – dwukrotny mistrz Polski seniorów i wielokrotny medalista Pucharu Świata w kick-boxingu w formule semi contact. Zawodnik MKS Piaseczno i Hektor Team Warszawa. Trenuje kickboxing od 1998 roku. Posiada 1. stopień mistrzowski (1 dan).